# August Müller (politiker)
August Müller, född 20 november 1873 i Wiesbaden, död 1946 i Berlin, var en tysk politiker och nationalekonom.
Müller var ursprungligen (till 1897) trädgårdsmästarbiträde, därefter socialdemokratisk (SPD) tidningsman, studerade 1901-04 nationalekonomi och finansvetenskap i Zürich och blev 1904 juris doktor. Från 1907 var han anställd hos de tyska konsumentföreningarnas förlagsbolag i Hamburg. Han anställdes under första världskriget i maj 1916 i Kriegsernährungsamt, och rikskanslern Georg Michaelis antog honom augusti 1917 till understatssekreterare i detta (han blev därmed den förste tyske socialdemokraten i hög ämbetsställning).
Müller var i ministären Max av Baden (oktober till november 1918) understatssekreterare i riksekonomiministeriet, blev efter revolutionen i november samma år såsom statssekreterare dettas chef, avgick i februari 1919 och blev i oktober 1920 e.o. professor i kooperation (Genossenschaftswesen) vid Berlins universitet. Han lämnade SPD 1925 och var medlem i Deutsche Demokratische Partei (DDP) fram till 1929. Han författade bland annat Sozialisierung oder Sozialismus? (1919).

## Fotnoter
1. ↑  Tjeckiska nationalbibliotekets databas, NKC-ID: skuk0000950, läst: 23 november 2019.[källa från Wikidata]
2. 1 2  opac.vatlib.it, VcBA-ID: 495/227349.[källa från Wikidata]
3. 1 2  MAK, PLWABN-ID: 9810657251505606.[källa från Wikidata]
4. ↑  Gemeinsame Normdatei, läst: 11 december 2014.[källa från Wikidata]
5. ↑  Gemeinsame Normdatei, läst: 30 december 2014.[källa från Wikidata]